# Patelloa concolor
Patelloa concolor là một loài ruồi trong họ Tachinidae.